# Marcelo Caetano (cineasta)

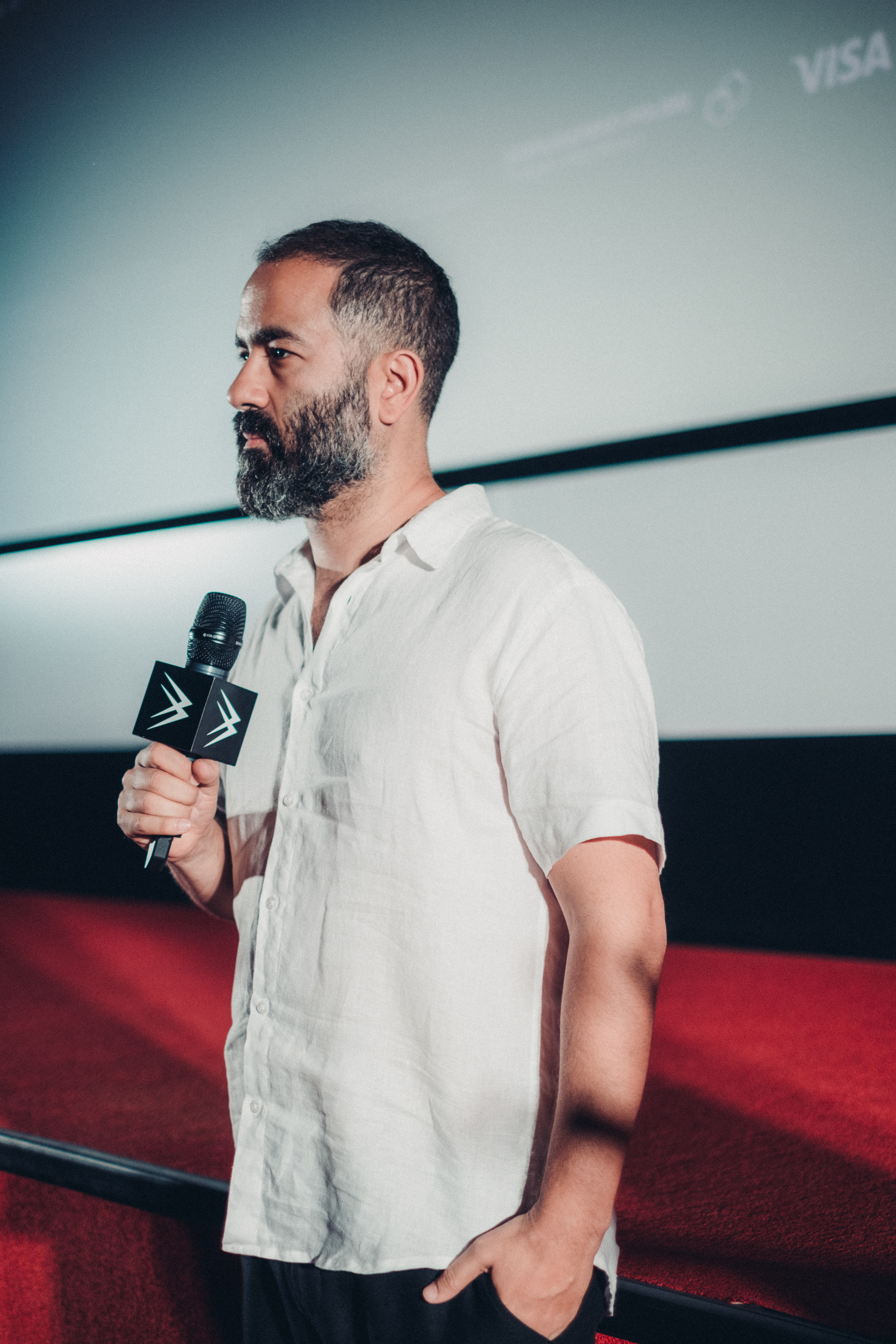
Cinasta Marcelo Caetano, festival New Horizons Wroclaw 2024

Marcelo Caetano (Belo Horizonte, 1982) é um diretor, roterista, produtor, assistente de direção e diretor de elenco brasileiro. Conhecido por seus filmes Corpo Elétrico e Baby.

## Carreira
Marcelo é formado em ciências sociais da Faculdade de Filosofia, Letras e Ciências Humanas da USP. No incio dos anos 2000, ele mudou-se de Belo Horizonte para São Paulo. Na capital paulista, começou a envolver-se com funções no audiovisual. Caetano trabalhou em diferentens funções na produção de filmes de sucesso de Boi Neon (2016), de Gabriel Mascaro, Aquairius (2016) e Bacurau (2019), ambos de Kleber Mendonça Filho.
Em 2017, Marcelo Caetano lançou seu primeiro filme em longa-metragem: Corpo Eletrico, que estreiou no Festival Internacional de Cinema de Roterdão.
Em 2024, Marcelo Caetano lançou seu segundo longa-metragem: Baby, que estreiou na Semana da Crítica do Festival de Cannes, recebendo o prêmio de melhor ator revelação para o ator Ricardo Teodoro.

## Vida Pessoal
Caetano é assumidamente gay.

## Filmografia

### Cinema
| Ano  | Filme            | Função  | Função   | Função     | Função            | Função                | Nota                      |
| Ano  | Filme            | Diretor | Produção | Roteirista | Diretor de elenco | Assistente de direção | Nota                      |
| ---- | ---------------- | ------- | -------- | ---------- | ----------------- | --------------------- | ------------------------- |
| 2008 | A Tal Guerreira  | Sim     | Não      | Sim        | Não               | Não                   | Curta-Metragem            |
| 2008 | FilmeFobia       | Não     | Não      | Não        | Não               | Sim                   |                           |
| 2009 | Bailão           | Sim     | Não      | Sim        | Não               | Não                   | Curta-Metragem            |
| 2011 | Na Sua Companhia | Sim     | Sim      | Sim        | Não               | Não                   | Curta-Metragem            |
| 2013 | Verona           | Sim     | Sim      | Sim        | Não               | Não                   | Curta-Metragem            |
| 2013 | Depois da Chuva  | Não     | Não      | Não        | Não               | Sim                   |                           |
| 2013 | Tatuagem         | Não     | Não      | Não        | Não               | Sim                   |                           |
| 2014 | Permanência      | Não     | Não      | Não        | Sim               | Não                   |                           |
| 2015 | Boi Neon         | Não     | Não      | Não        | Não               | Sim                   |                           |
| 2016 | Mãe Só Há Uma    | Não     | Não      | Sim        | Não               | Sim                   |                           |
| 2016 | Aquarius         | Não     | Não      | Não        | Sim               | Não                   |                           |
| 2017 | Corpo Elétrico   | Sim     | Sim      | Sim        | Sim               | Não                   | Longa-Metragrm de Estreia |
| 2018 | Isha             | Não     | Sim      | Não        | Não               | Sim                   | Curta-Metragem            |
| 2019 | Coiote           | Não     | Não      | Sim        | Não               | Não                   |                           |
| 2019 | Bacurau          | Não     | Não      | Não        | Sim               | Não                   |                           |
| 2021 | Carro Rei        | Não     | Não      | Não        | Sim               | Não                   |                           |
| 2022 | Propriedade      | Não     | Não      | Não        | Sim               | Não                   |                           |
| 2024 | Baby             | Sim     | Sim      | Sim        | Sim               | Não                   |                           |
| 2025 | Aurora           | Não     | Não      | Sim        | Não               | Sim                   |                           |

### Televisão
| Ano  | Série              | Diretor           | Roteirista        |
| ---- | ------------------ | ----------------- | ----------------- |
| 2021 | Hit Parade         | Sim (8 episódios) | Sim (2 episódios) |
| 2023 | Notícias Populares | Sim (7 episódios) | Sim (7 episódios) |